# Associazione degli Ulema dell'Islam
L'Associazione degli ʿUlamāʾ dell'Islām (in urdu: جمیعت علمائے اسلام, Jamiat Ulema-e Islam - JUI) è un partito politico pakistano fondato nel 1988 dall'ʿālim Mufti Mahmud a seguito di una scissione dall'omonimo partito nato nel 1945. Si colloca su posizioni affini al conservatorismo e al fondamentalismo islamico deobandi ed è noto anche con la denominazione di JUI-F, dal nome del suo leader Maulana Fazal-ur-Rehman.
In occasione delle elezioni parlamentari del 2002 ha promosso la costituzione di un'alleanza con altri partiti di ispirazione islamica, il Fronte per l'Azione Unita (Muttahida Majlis-e-Amal - MMA), alla quale hanno aderito altri quattro soggetti politici (Jamaat-e-Islami Pakistan, Jamiat Ulema-e-Pakistan, Tehrik-e-Jafaria e Jamiat Ahle Hadith). L'alleanza ha ottenuto un considerevole risultato, giungendo all'11,3% dei voti con 63 seggi su 272 .
La coalizione si è ripresentata alle elezioni parlamentari del 2008, quando ha ottenuto il 2,2% dei voti e otto seggi.
Alle elezioni parlamentari del 2013 il JUI ha ottenuto il 3,2% dei voti e quindici seggi.